# Octavia E. Butler
Octavia E. Butler (n. 22 iunie 1947, Pasadena, California, SUA – d. 24 februarie 2006, Lake Forest Park⁠(d), Washington, SUA) a fost o scriitoare americană de science fiction, una dintre cele mai cunoscute și mai renumite femei afroamericane din domeniu. A câștigat atât premiul Hugo cât și Nebula.

## Lucrări

### Serii
- Seria Patternist
  - Patternmaster (1976)
  - Mind of My Mind (1977)
  - Survivor (1978)
  - Wild Seed (1980)
  - Clay's Ark (1984)
  - Seed to Harvest (compilație; 2007- nu include Survivor)
- Lilith's Brood (anterior din trilogia Xenogenesis)
  - Dawn (1987)
  - Adulthood Rites (1988)
  - Imago (1989)
- Seria Parable
  - Pilda semănătorului[19] (en. Parable of the Sower) (1993)
  - Parable of the Talents (1998)

### Romane de sine-stătătoare
- Kindred (1979)
- Fledgling (2005)

### Povestiri
- Bloodchild and Other Stories (1995);

### Articole
- Arhivat în 18 ianuarie 2012, la Wayback Machine."
- A Few Rules For Predicting The Future Arhivat în 11 iunie 2010, la Wayback Machine.
- AHA! MOMENT-Eye Witness: Octavia Butler  Arhivat în 14 august 2009, la Wayback Machine.

## Vezi și
- N. K. Jemisin